# Misumenoides fusciventris
Misumenoides fusciventris là một loài nhện trong họ Thomisidae.
Loài này thuộc chi Misumenoides. Misumenoides fusciventris được Cândido Firmino de Mello-Leitão miêu tả năm 1929.